# Драмски вести
„Драмски вести“ е български илюстрован вестник, излизал в 1944 година в Драма по време на Българското управление във Вардарска и Беломорска Македония.
Първият запазен брой е № 7 от 27 март 1944 г. До 24 юли 1944 година излизат общо 18 броя. Подзаглавието му е Седмичник на Окол. читалищен съюз. Редактор е Кр. Попилиев, а съредактор Г. Кюмюрев и д-р Д. Добрев. Стои на проправителствени националистически позиции.